# Gabriele Panizzi
Gabriele Panizzi (Terracina, 11 marzo 1937) è un politico italiano, esponente del Partito Socialista Italiano e già parlamentare europeo.

## Biografia
Dal 1952 al 1961 ha militato nel Movimento di Comunità a Terracina, dove fu anche consigliere comunale.
Dopo lo scioglimento di tale formazione ha aderito al Partito Socialista Italiano. Dall'aprile 1984 al luglio 1985 fu presidente della regione Lazio e poi vicepresidente del Consiglio regionale laziale.
Dopo essere stato candidato alle elezioni del 1989 per la lista del PSI senza risultare eletto, è poi subentrato al Parlamento europeo nel maggio 1994 nelle ultime settimane della legislatura.